# 3775 Ellenbeth
3775 Ellenbeth је астероид главног астероидног појаса чија средња удаљеност од Сунца износи 2,784 астрономских јединица (АЈ).
Апсолутна магнитуда астероида је 12,8.